# Połowa mnie
Połowa mnie – singel polskiego piosenkarza Smolastego oraz polskiej piosenkarki Sylwii Grzeszczak. Singel został wydany 20 sierpnia 2024.
Kompozycja znalazła się na 23. miejscu listy OLiA, najczęściej odtwarzanych utworów w polskich rozgłośniach radiowych.

## Geneza utworu i historia wydania
Utwór napisali i skomponowali Norbert Smoliński, Marcin Piotrowski, Wiktor Wójcik, Matthias Niedermayr i Ryan Ley. Piosenka i teledysk zostały stworzone w ramach kampanii Mastercard Music. Artyści o singlu:

Muzyka ma wielką moc, która wykracza poza bariery językowe, kulturowe i społeczne. Dociera do ludzi na głębokim, emocjonalnym poziomie, niezależnie od ich pochodzenia czy przekonań. Zdecydowanie łączy ponad podziałami, może promować zrozumienie, współczucie i jedność w świecie pełnym różnic. Inspiracją do stworzenia »Połowy mnie« była chęć oddania tych subtelnych, ale jednocześnie silnych emocji związanych z miłością i relacjami międzyludzkimi. Piosenka ma za zadanie poruszyć słuchaczy i oddać uczucie, że prawdziwa miłość jest czymś, co nas dopełnia i czyni lepszymi ludźmi.

Siła muzyki tkwi w jej zdolności do poruszania emocji i wywoływania wspomnień. Muzyka ma niesamowitą moc komunikacji. Zgadzam się ze stwierdzeniem, że jest ona uniwersalnym językiem. Dla mnie inspiracją do tworzenia są emocje, ludzie, przeżycia.

Singel ukazał się w formacie digital download 20 sierpnia 2024 w Polsce za pośrednictwem wytwórni płytowej Warner Music Poland.

## „Połowa mnie” w stacjach radiowych
Nagranie było notowane na 23. miejscu w zestawieniu OLiA, najczęściej odtwarzanych utworów w polskich rozgłośniach radiowych.

## Teledysk
Do utworu powstał teledysk w reżyserii Alana Willmanna, który udostępniono w dniu premiery singla za pośrednictwem serwisu YouTube.

## Lista utworów
- Digital download[4]

1. „Połowa mnie” – 2:44

## Notowania

### Pozycja na liście sprzedaży
| Kraj   | Lista (2024)             | Najwyższa pozycja |
| ------ | ------------------------ | ----------------- |
| Polska | OLiS – single w streamie | 24                |

### Pozycja na liście airplay
| Kraj   | Lista (2024)                   | Najwyższa pozycja |
| ------ | ------------------------------ | ----------------- |
| Polska | OLiS – oficjalna lista airplay | 23                |

## Wyróżnienia
| Rok  | Konkurs                  | Kategoria    | Rezultat    |
| ---- | ------------------------ | ------------ | ----------- |
| 2024 | Przebój roku RMF FM 2024 | Przebój roku | 64. miejsce |